# Stazione di Cremona Porta Milano
Stazione di Cremona Porta Milano 1956-ban bezárt vasútállomás Olaszországban, Lombardia régióban, Cremona településen.

## Vasútvonalak
Az állomást az alábbi vasútvonalak érintették:
- Cremona-Iseo-vasútvonal

## Kapcsolódó állomások
A vasútállomáshoz az alábbi állomások vannak a legközelebb:
- Stazione di Cremona (1954. július 15. – 1956. március 4., Cremona-Iseo-vasútvonal, kelet)
- Cava Tigozzi-Spinadesco railway halt (Cremona-Iseo-vasútvonal, nyugat)